# Lutzomyia imperatrix
Lutzomyia imperatrix är en tvåvingeart som först beskrevs av Alexander C. P. 1944.  Lutzomyia imperatrix ingår i släktet Lutzomyia och familjen fjärilsmyggor.
Artens utbredningsområde är Peru. Inga underarter finns listade i Catalogue of Life.